# 諾基亞600
諾基亞600是諾基亞生產的平板式智能手機，2011年8月24日發布。

## 規格
| 類型     | 智能手機                                                                |
| 手機規格 | 直立式                                                                  |
| 尺寸     | 高度：111.0（4.37英寸）；寬度：53.0（2.09英寸）；厚度：13.0（0.51英寸） |
| 重量     | 100.0克（3.53盎司）                                                     |
| 操作系统 | Nokia Belle                                                             |
| 電池     | 1200 mAh                                                                |
| 顯示器   | 3.2英寸（81）                                                           |